# 마이크 매시니
마이클 스콧 "마이크" 매시니(영어: Michael Scott "Mike" Matheny, 1970년 9월 22일 ~ )는 미국의 전 야구 선수이자, 현재 캔자스시티 로열스의 감독이다. 선수 생활동안 4번의 골든글러브를 수상했으며(2000년, 2003년~2005년), 감독 시절에는 2013년부터 2015년까지 3년 연속으로 세인트루이스 카디널스를 지구 1위에 올려놓기도 했다.